# Eritis sicut dii
La locución latina Eritis sicut dii, traducida literalmente al español, significa "seréis como dioses". Está tomada de la Biblia: Génesis, 3,5.
Se refiere a las palabras que dijo la serpiente a Eva:
"Eritis sicut dii scientes bonum et malum" ("Seréis como dioses, conocedores del bien y del mal")
para animarla a desobedecer a Dios comiendo del fruto prohibido.
La serpiente dijo a la mujer:
"De ninguna manera moriréis. Dios sabe muy bien que el día que comáis de él, se os abrirán los ojos y seréis como dioses, conocedores del bien y del mal."
Es una frase que expresa tentación, en este caso, llegar a ser como los mismísimos dioses.
En la obra Fausto de Goethe se hace referencia a esta locución en la escena en la que Mefistófeles se hace pasar por Fausto para aconsejar a un estudiante; Mefistófeles escribe, en la libreta del estudiante; "Eritis sicut Deus, Scientes Bonum et Malum".

## Eritis sicut Deus
Otras veces, la locución se expresa como Eritis sicut Deus que significa: "Seréis como Dios".